# Adolf Sievert
Adolf Friedrich Sievert (geboren 2. Juli 1826 in Hannover; gestorben 21. Januar 1893 ebenda) war ein deutscher Jurist, Regierungsrat, „Altertumssammler“ und Heimatforscher.

## Leben

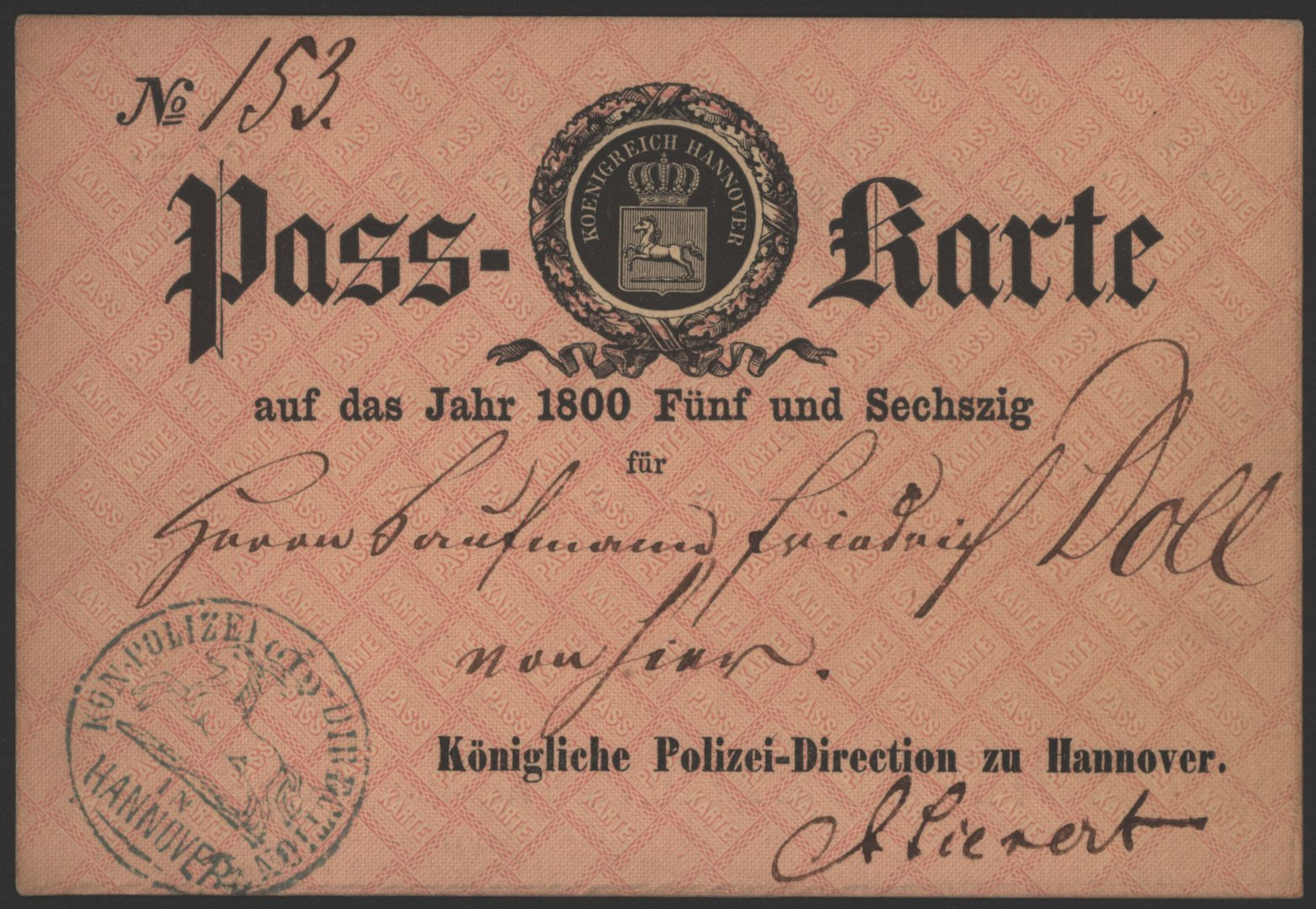
Königlich Hannoversche „Pass-Karte“ von 1865 für den Kaufmann Friedrich Doll;
unterzeichnet von A. Sievert für die Königliche Polizei-Direction zu Hannover

Sievert absolvierte das hannoversche Lyceum und studierte anschließend Rechtswissenschaften an der Georg-August-Universität in Göttingen. In der Residenzstadt des Königreichs Hannover trat er 1857 als Advokats-Assistent in den Dienst der Polizeidirektion Hannover. Im Jahr der Annexion Hannovers durch Preußen arbeitete er ab 1866 zeitweilig in Meinersen und Potsdam. Ab 1873 wirkte er bei der hannoverschen Finanzdirektion, bevor er um 1876 in den Ruhestand trat.
Sievert trug aus etwa einem halben Jahrhundert eine Sammlung früher Fotografien mit Abbildungen alter Stadtteile und Häuser vor ihrer Erneuerung oder Umwandlung zusammen, über die er später einen Bericht verfasste.
Sievert war Mitglied im Hannoverschen Künstlerverein. Da er Neffe des Historikers Adolf Broennenberg war, wird angenommen, dass dessen Nachlass ähnlich wie Sieverts eigener posthum in das Stadtarchiv Hannover gelangte.

## Schriften
- Der Hannoversche Künstler-Verein während seines 25jährigen Bestehens vom Jahre 1842 bis 1867. Zur Jubelfeier am 18. October 1867, Hannover: Hofbuchdruckerei Gebr. Jänecke, 1867
- 1837 bis 1887: Sammlung topographischer stadthannoverscher Nachrichten aus den letzten fünfzig Jahren, Hannover: Grimpe, 1888

## Sievertstraße
Die 1925 im hannoverschen Stadtteil Kleefeld angelegte und von der Hoppestraße zur Juglerstraße führende Sievertstraße wurde nach dem Regierungsrat benannt.